# Jeongyeon
Dans ce nom coréen, le nom de famille, Yoo, précède le nom personnel.
Yoo Jeong-yeon (coréen : 유정연 ; née le 1er novembre 1996), plus connue sous le nom de Jeongyeon (coréen : 정연), est une chanteuse sud-coréenne.
Elle fait partie du girl group sud-coréen Twice formé par JYP Entertainment en 2015 dans le cadre de l'émission de télévision Sixteen.
En 2016 et 2017, elle a co-animé l'émission de télévision Inkigayo avec sa sœur Gong Seung-yeon, pour laquelle elles ont toutes deux remporté le Newcomer Award aux SBS Entertainment Awards en 2016. Jeongyeon est l'une des membres de Twice qui a été élue parmi les 20 idoles les plus populaires en Corée du Sud dans le sondage annuel de Gallup Korea pendant trois années consécutives, de 2016 à 2018.

## Biographie

### Jeunesse
Jeongyeon est née le 1er novembre 1996 sous le nom de Yoo Kyung-wan à Suwon dans la province de Gyeonggi en Corée du Sud. C'est la sœur cadette de l'actrice Gong Seung-yeon.

### Carrière

#### Pré-début
Jeongyeon a rejoint JYP Entertainment après avoir passé la sixième audition publique le 1er mars 2010. De 2013 à début 2015, il était prévu que Jeongyeon devienne membre du nouveau groupe de filles JYP 6mix, avec Nayeon, Jihyo et Sana. Cependant, ce nouveau projet a été annulé et n'a finalement pas vu le jour,.
En 2015, Jeongyeon a participé à l'émission télévisée de survie Sixteen, qui devait déterminer les membres du girl group Twice. Dans le dernier épisode, elle a été choisie pour en faire partie.

#### Twice et activités solos
Jeongyeon débute dans Twice en tant que chanteuse secondaire.
Elle et sa sœur ont co-animé l'émission musicale sud-coréenne Inkigayo de juillet 2016 à janvier 2017, pour laquelle elles ont toutes deux remporté le Newcomer Award aux SBS Entertainment Awards en 2016.
Dans le sondage annuel de Gallup Korea, Jeongyeon a été élue parmi les 20 idoles les plus populaires de Corée du Sud pendant trois années consécutives, de 2016 à 2018, aux côtés de ses collègues Nayeon et Tzuyu,,.
Le 17 octobre 2020, JYP Entertainment annonce que Jeongyeon souffre d'anxiété et qu'elle met sa carrière en pause. Elle fera son retour le 31 janvier 2021, lors du Seoul Music Awards, après alors 3 mois d'absence. Cependant, 6 mois plus tard, JYP Entertainment publie un nouveau communiqué annonçant que Jeongyeon est toujours souffrante et qu'elle reprendra une pause pour une durée indéterminée. Elle a fait son retour le 12 novembre 2021, à Music Bank.

## Discographie

### Crédits musicaux
| Année | Titre            | Artiste | Album         | Autre(s) crédit(s)          |
| ----- | ---------------- | ------- | ------------- | --------------------------- |
| 2017  | Love Line        | Twice   | Twicetagram   | Aucun(s)                    |
| 2018  | Sweet Talker     | Twice   | What Is Love? | Chaeyoung                   |
| 2019  | LaLaLa           | Twice   | Yes or Yes    | Aucun(s)                    |
| 2019  | 21:29            | Twice   | Feel Special  | Twice                       |
| 2020  | Sweet Summer Day | Twice   | More & More   | Chaeyoung                   |
| 2022  | Celebrate        | Twice   | Celebrate     | J. Y. Park, Twice et Co-sho |
| 2024  | Bloom            | Twice   | With You-th   | Aucun(s)                    |

### OST
| Titre                                         | Année | Album          |
| --------------------------------------------- | ----- | -------------- |
| "Like a star (별처럼)" (avec Gong Seung-yeon) | 2018  | My Dream Class |

## Filmographie
| Année     | Titre                | Chaîne | Rôle          | Notes                                |
| --------- | -------------------- | ------ | ------------- | ------------------------------------ |
| 2015      | Sixteen              | Mnet   | Candidate     | Émission de survie pour former Twice |
| 2016      | Muscle Queen Project | KBS    | Candidate     |                                      |
| 2016      | Law of the Jungle    | SBS    | Elle-même     |                                      |
| 2016–2017 | Inkigayo             | SBS    | Présentatrice | Avec Gong Seung-yeon                 |

## Récompenses et nominations
| Année | Cérémonie                     | Catégorie                                    | Travail nommé | Résultat | Réf.   |
| ----- | ----------------------------- | -------------------------------------------- | ------------- | -------- | ------ |
| 2016  | 10th SBS Entertainment Awards | Newcomer Award (Female) avec Gong Seung-yeon | Inkigayo      | Lauréat  | [ 15 ] |